# Chlidichthys pembae
Chlidichthys pembae, thường được gọi là cá đạm bì Pemba, là một loài cá biển thuộc chi Chlidichthys trong họ Cá đạm bì. Loài này được mô tả lần đầu tiên vào năm 1954.
Tên của loài này bắt nguồn từ vị trí tìm thấy nó, đảo Pemba.

## Phân bố và môi trường sống
C. pembae phân bố ở phía tây Ấn Độ Dương, và được tìm thấy dọc theo vùng duyên hải Đông Phi, từ quần đảo Comoro và đảo Pemba (Tanzania) trải dài tới rạn san hô Aliwal. Chúng thường sống xung quanh các rạn san hô ở độ sâu khoảng 3 – 27 m.

## Mô tả
C. pembae trưởng thành dài khoảng 5 cm. Thân và đầu của C. pembae có màu vàng lục hoặc nâu đỏ, chuyển thành vàng nâu hoặc vàng cam dưới đầu. Mống mắt màu vàng tươi. Vây ngực và vây bụng có màu hơi hồng hoặc vàng, trong suốt. Vây lưng và vây hậu môn màu nâu trong suốt hoặc vàng nâu, nâu đỏ. Đuôi màu vàng lục hoặc nâu đỏ sẫm.
Số ngạnh ở vây lưng: 2; Số vây tia mềm ở vây lưng: 22 - 23; Số ngạnh ở vây hậu môn: 2 - 3; Số vây tia mềm ở vây hậu môn: 12 - 13; Số vây tia mềm ở vây ngực: 15 - 18; Số ngạnh ở vây bụng: 1; Số vây tia mềm ở vây bụng: 4.
Thức ăn của C. pembae có lẽ là rong tảo và các sinh vật phù du nhỏ.